# 王國之心 編碼
《王國之心 編碼》是由史克威爾艾尼克斯及華特迪士尼網絡小組共同開發的手提電話角色扮演遊戲，王國之心系列新計劃之一，发布于2010年。遊戲主要關於國王陛下，於東京電玩展2007上公開，現在確認暫時只在日本發售。

## 遊戲畫面
編碼預計遊戲方式會與系列之前作品相似的單人動作角色扮演遊戲，遊戲將會是全3D製作。在東京電玩展的宣傳片中索拉在一個有紅色及黑色方塊的迷宮中，在戰鬥中能使用「除錯模式」(debugging mode)來移除方塊。

## 簡介
編碼的時間是設於王國之心 II之後，吉米尼回到迪士尼城堡後整理他的旅程記錄，發現旅程記錄中有一段不是他寫下的訊息「我們不得不解除他們的痛苦」，為了調查這段訊息，國王陛下將旅程數字化，加入虛擬的索拉。

### 人物
與王國之心系列一樣，編碼會加入許多迪士尼的人物，確定登場的人物有國王陛下、吉米尼和虛擬索拉。
- 索拉（Sora）

此系列作品中的索拉是根據紀錄中複製出來，透過經歷王國之心I的紀錄，將紀錄當中的BUG刪除，由此找出BUG的真相。
- 米奇

經吉米尼提醒，發現紀錄中的BUG，並加入虛擬的索拉，自己也不小心進入數據世界，發現事情並不簡單。
- 里克（Riku）

數據世界中王國之心I的里克，但其實不是里克，自稱借用了里克的身體，並協助米奇和索拉修理BUG區域，最終發現借用他身體的就是紀錄本本身。
- 吉米尼（Jiminy Cricket）

他發現旅程記錄中有一段不是他寫下的訊息「我們不得不解除他們的痛苦」，於是告知國王米奇，由此展開旅程。
- 梅爾菲森特（Maleficent）

自從在王國之心II中，與索拉等人對付大量無心者後，誤進數據世界，打算征服數據世界。
- 安森（Ansem）

將索拉失去的記憶（COM時的記憶）放進紀錄本中，米奇透過虛擬索拉修復BUG來解放記憶，最終透過虛擬娜米妮向虛擬索拉和米奇訴說，必須把連接起來的人拯救出來。

## 情況
《編碼》是與《夢中降生》及《358/2天》一起在2007年9月20日於東京電玩展公開的王國之心系列新計劃，在東京電玩展中史克威爾艾尼克斯的"Closed Mega Theater"上播放一段40分鐘宣傳片。 監製野村哲也於2007年初公開會製作與之前不同的掌上型遊戲機遊戲，遊戲會與華特迪士尼網絡小組(Walt Disney Internet Group)一起共同開發。

## 王國之心 編碼重製版
《王國之心 編碼重製版》是基於2009年6月日本手機平台推出的《編碼》原作劇情，對遊戲系統、戰鬥系統改良，並加入眾多新要素的任天堂DS平台重製作品。以《王國之心 II》故事完結後所發現的神秘訊息為主題，主角索拉接受國王米奇委託，深入數據化世界展開「除BUG」的冒險。

### 戰鬥和遊戲系統的改變
重製版的戰鬥系統以《王國之心 夢中降生》為基礎，徹底改變了《編碼》的系統。製作小組在任天堂DS上完成了「戰鬥指令」系統，能和《夢中降生》一樣，用一個按鍵發動各式各樣的指令。
遊戲成長系統則類似《王國之心 358/2天》，類似盤面系統的「能力值矩陣」，裝設多樣的電子零件可以得到特別的能力，還可使用「竄改」來改變戰鬥難度、掉落率（調高後HP會減少）。
遊戲中借鑑使用了《這個美妙的世界》的「擦身通信」系統，通信後可獲得多種人物形象和「系統區域」的樓層。「系統區域」是遊戲中一些隱藏的區域，裡面存在著各種程式BUG敵人，必須打倒這些敵人才可讓世界恢復正常。獲得到的樓層可以自行組合，最多100層，在裡面完成目標可以獲得各式各樣的獎勵，還存在著強大的BOSS等等。

## 登場世界
- 命運小島（Destiny Islands）（原創）
- 交叉鎮（Traverse Town）（原創）
- 奧林帕斯競技場（Olympus Coliseum）（作品:大力士）
- 奇幻仙境（Wonderland）（作品：愛麗絲夢遊仙境）
- 虛空城/光輝庭院（Hollow Bastion/The Radiant Garden）（原創）
- 阿格拉巴（Agrabah）（作品:阿拉丁）

## 外部連結
- 王國之心 編碼 官方網站
- 王國之心 編碼重製版 官方網站 （页面存档备份，存于）
- 王國之心系列 官方網站（页面存档备份，存于）
- 王國之心系列新計劃新聞稿 （页面存档备份，存于）
- Kingdom Hearts Coded  （页面存档备份，存于）